# Клімат Чернігівської області
На клімат Чернігівської області впливає розташована її на півночі Лівобережної України в межах зони мішаних лісів та лісостепової зони.

## Загальна характеристика
Чернігівщина розташована у північному помірному тепловому поясі. Клімат помірно-континентальний, м'який, достатньо вологий. Зима малосніжна, у більшості років стійка, порівняно тепла, літо тепле й помірно вологе.
Територія перебуває протягом року під впливом теплих вологих повітряних мас, що формуються над Атлантичним океаном і зумовлюють виникнення циклонів, які супроводжуються опадами, внаслідок чого влітку зменшується спека, а взимку підвищується температура повітря і бувають відлиги. З півночі на територію області проникають холодні арктичні повітряні маси, які утворюються над Північним Льодовитим океаном та навесні зумовлюють повернення холодів і пізні заморозки, а восени і взимку — різке похолодання. Влітку маси морського тропічного повітря проникають на територію Чернігівщини і зумовлюють жарку погоду.

## Вплив чинників кліматоутворення

### Сонячна радіація
Річне сонячне сяйво змінюється з 1900 годин на півдні, до 1700 годин на півночі. Сумарна сонячна радіація за рік на території становить 95 … 97 ккал/см2.  Радіаційний баланс, за рік для території області додатній (42… 44 ккал/см2). Він знижується з південного сходу на північний захід.

### Циркуляція атмосфери
Взаємодія радіаційних факторів та атмосферної циркуляції сприяє перерозподілу тепла та вологи. Над територією області часто проходять циклони й антициклони, які приносять різні повітряні маси і зв'язані з ними атмосферні фронти. Це зумовлює часті й різкі зміни погоди.

### Підстилаюча поверхня
На формування клімату області впливає також характер підстилаючої поверхні. Майже вся область входить до складу Придніпровської низовини, лише невелика частина на північному сході — до складу Середньої височини, яка має найвищу висоту 201 м. Повітряні маси перемішуються по території області без припон. Альбедо змінюється з півночі на південь з 28% до 24%. На території Чернігівщини найвищі значення альбедо (до 80 %) спостерігаються взимку, коли є сніговий покрив. Ліси в північній частині області сповільнюють рух повітря в нижніх шарах атмосфери.

## Елементи клімату

### Температура повітря

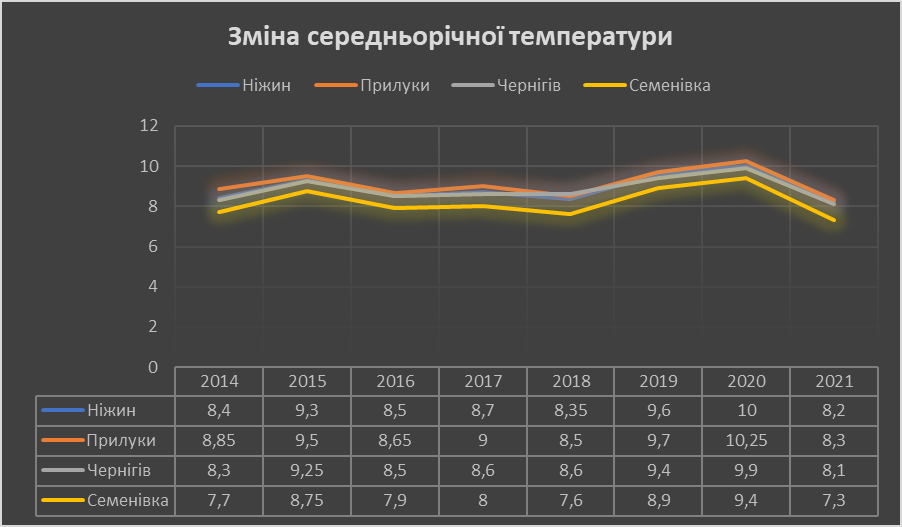
Середньорічна температура повітря (2014—2021 роки)

Середня річна температура повітря в області становить +7°… +8°С. В окремі роки бувають значні відхилення. Так, з Чернігові в 2012 р. середня температура становила +8,1°С, в 2020 р. +9,9°С. Середня температура січня коливається від -7,6°С (Покошичі) до -6,2°С (Остер), а середня температура липня від+18,6°С (Семенівка) до + 21,1°С (Прилуки).
Абсолютний максимум температури повітря 41,4° тепла зафіксований у серпні 2010 року метеостанцією Семенівка.
Абсолютний  мінімум 40,2° морозу спостерігався у січні 1987 року на метеостанції Нові Млини  Борзнянського району (станція закрита у 1988 році).
У Чернігівській області середньорічна температура повітря за останні 10 років склала 8,4°, що на 1,1° вище норми, розрахованої за багаторічний період спостережень. Якщо за даними попередніх десятиліть протягом літнього періоду кількість днів з температурою 30° і вище по області становила в середньому 10 днів, то за останні 10 років вона збільшилася майже вдвічі — до 18 днів.

### Атмосферні опади

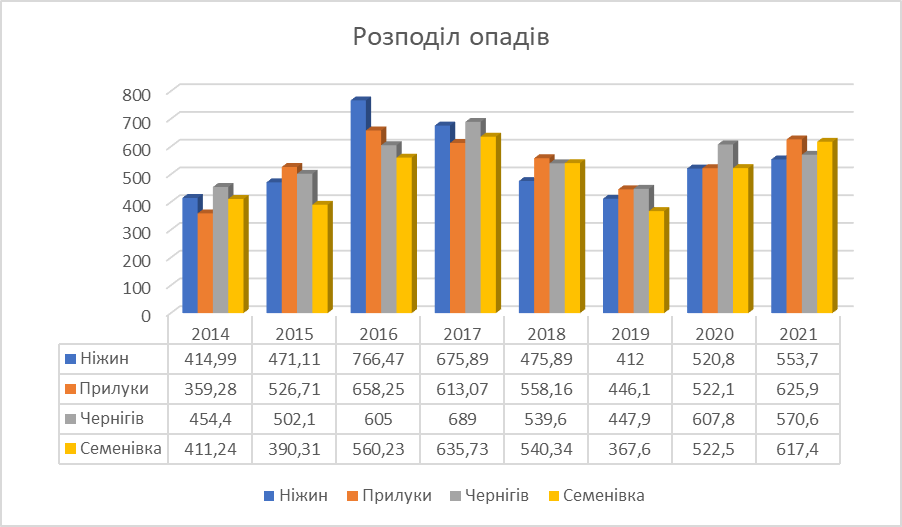
Середньорічна кількість опадів(2014—2021 роки)

На території області протягом року випадає в середньому 594—676 мм опадів, максимальна кількість яких припадає на  червень — липень, найменша –  на січень — березень. Найбільше опадів (до 700 мм за рік) випадає на південному сході області між річками Убідь та Сейм. Там же спостерігається й найбільша добова кількість опадів до 150 мм. По області найбільша добова кількість опадів  досягає 100—140 мм. Суми опадів в окремі роки складають від 400 до 850 мм.  Збільшується середня кількість бездощових періодів, та їх тривалість в теплий період року, який в останні роки складає по області мінімум — від 17 до 30 днів, максимум — від 80 до 100 і більше днів. Річна їх сума за останнє десятиріччя нижча за норму на 4 %. Так, за останні роки тільки чотири (2012, 2013, 2016 та 2017) виявились з достатньою середньорічною кількістю опадів — 102—122 % від норми. З них лише 2012 рік характеризувався найбільш рівномірним їх розподілом. Найбільш посушливими виявились 2014, 2018, 2019 роки, коли зафіксовано в середньому по області 75 і 83 % опадів від норми відповідно, та особливо 2019 роки — з 66 %. Необхідно відмітити, що до 2011 року, а саме у період з 2004 по 2010 рік, щорічно випадало від 98 до 129 % опадів від норми.

### Зволоження
Чернігівська область належить до зони достатнього зволоження. Середня річна відносна вологість повітря складає 75-80 % (від 50-70 % у липні-серпні до 80-95 % взимку). Протягом року спостерігається від 20 до 44 днів з відносною вологістю повітря 30 % і менше.

### Вологість
Вологість повітря на території Чернігівської області відносно велика. Абсолютна вологість збільшується з наближенням до водойм, а зменшується з висотою. Абсолютна вологість збільшується влітку і вдень, а зменшується взимку і вночі. Відносна вологість зменшується з підвищенням температури і навпаки. Тому найменші значення відносна вологість має вдень, а найбільші — вночі; вона нижча влітку ( середні її значення близько 55 %) і вища взимку (близько 85 %).

### Вітровий режим
Річний розподіл напрямків вітру на території області нерівномірний. Характерні часті зміни напрямку і швидкості вітру протягом року. Найчастіше повторюються західні та вітри південного напрямку. В холодний період року переважають вітри південно-західного та північного напрямків, а в теплий — західного та північно-західного. Середня річна швидкість вітру становить 3-4 м/с. За рік може спостерігатися до 20 днів з максимальною швидкістю вітру 15 м/с і більше.

## Антропогенний вплив
В останній час все більший вплив на термічний режим має антропогенний фактор. Порівняння термічних режимів міст і сільської місцевості показало, що в середньому за рік повітря в містах тепліше на 0,5°, а в літні місяці ця різниці зростає до 1-1,5°С. При цьому чітко проявляється закономірність — чим більше місто, тим більша різниця.
Саме тому в Чернігові середня температура як липня, так і січня вища, ніж у Ніжині, хоч останній розташований південніше обласного центра. Таке підвищення температури над містами викликане безпосередніми викидами тепла в атмосферу разом з різними домішками.

## Сезонні особливості клімату
Стійкий сніговий покрив утворюється у другій половині листопада або у першій половині грудня. Середня висота снігового покриву 8-16 см. Максимальної висоти 43-59 см сніговий покрив досягав у першій десятиденці березня 1987 року. Глибина промерзання ґрунту дуже різна і в найбільш холодні та малосніжні зими (1986 рік) у північних та південно-східних районах ґрунт промерзав на 140—150 см.  В останні роки сніговий покрив у більшості районів області рівномірний (10 — 30 см) і тримається 95-110 днів, але нестійкий через часті відлиги. Середні багаторічні дати утворення снігового покриву відстають на 2-5 діб від дат переходу температури повітря через 0°С.
Тривалість безморозного періоду — 150—170 днів. Сума плюсових температур повітря (понад 10°С) на Чернігівщині коливається від 2400 на півночі до 2600 на півдні. Вегетаційний період (дні з середньою температурою повітря вище + 5°С) продовжується від другої декади квітня до третьої декади жовтня.
Для Чернігівщини, як і для всієї України, характерна значна відмінність у закономірностях розподілу температури повітря взимку і влітку. Так, січневі ізотерми зберігають майже меридіональний напрямок, а липневі — наближаються до широтного простягання. Ці відмінності є наслідком того, що взимку переважаючий вплив мають атлантичні морські повітряні маси, які надходять на територію області з північного заходу, заходу і південного заходу, а влітку важливішу роль відіграють сонячна радіація і турбулентний теплообмін, розподіл яких залежить від широти.

## Несприятливі погодно-кліматичні явища
Влітку досить часто бувають грози. Найбільше гроз спостерігається на півночі області.  В середньому за рік на Чернігівщині буває 25-32 дні з грозами. Більшість гроз проходить із зливовими дощами, а деякі з них супроводжуються градом (в середньому два дні на рік). Максимальні добові суми опадів при грозах досягають 150…200 мм.
Лісостепова частина Чернігівщини іноді страждає від посухи, але цей показник не високий.При зниженні відносної вологості нижче 30 %, що звичайно буває влітку при підвищенні денних температур і наявності вітру, виникають суховії, які згубно впливають на розвиток рослинності. Суховії на Чернігівщині бувають відносно рідко: на Поліссі від 1 до 4, у лісостеповій зоні — від 5 до 8 днів на рік.
Вітри з найбільшою швидкістю бувають взимку (на Чернігівщині середня швидкість 4-5 м/с), а з найменшою — влітку (3 м/с).  При сильному вітрі взимку часто спостерігаються хуртовини, а в теплий період року — пилові бурі (дуже рідко). В середньому за рік буває 13-18 днів з хуртовиною і 1-2 дні з пиловими бурями.
На Чернігівщині буває в середньому 50-60 днів з туманами, максимальна кількість яких припадає на зимові місяці. Тумани частіше бувають у містах, де вони погіршують стан навколишнього середовища, оскільки крапельки води можуть перетворюватися в хімічний розчин.

## Агрокліматичне районування
Кліматичні умови Чернігівщини досить неоднорідні і це  дає підстави виділити в її межах дві агрокліматичні зони:
1. помірно-теплу добре зволожену (північна частина області)
2. теплу середньозволожену (південна частина області).

Агрокліматичні умови першої зони сприятливі для ведення лісового господарства та вирощування картоплі, озимого жита, льону-довгунцю, овочів, фруктів, кормових культур.
Агрокліматичні умови другої зони більш придатні для вирощування зернових культур (пшениці, жита, ячменю), цукрового буряку, кормових культур, різних овочів та фруктів.